# John Sangster
John Sangster (* 17. November 1928 in Melbourne; † 26. Oktober 1995 in Brisbane) war ein australischer Jazzmusiker (Komponist, Arrangeur, Vibraphonist und Schlagzeuger). Nach Digby Fairweather war er einer der zentralen australischen Jazzmusiker der 1980er Jahre.

## Leben und Wirken
Sangster wurde zunächst als Posaunist bei Graeme Bell and his Australian Jazz Band bekannt, mit dem er zwischen 1950 und 1955 auch in Großbritannien, Deutschland, Japan und Korea unterwegs war; dabei spielte er auch Aufnahmen mit Humphrey Lyttelton ein. Er wechselte zum Kornett und dann ans Schlagzeug und spielte dann bei Ray Price. In den späten 1950er Jahren entdeckte er das Vibraphon und den Modern Jazz. In den frühen 1960er Jahren gehörte er zur Gruppe von Don Burrows, bevor er sein eigenes Ensemble gründete und sich mit der Musik von Sun Ra und Archie Shepp beschäftigte. 1967 trat er während der Expo 67 in Montreal (später auch anlässlich der Expo ’70 in Osaka) mit der Band von Burrows auf. 1969 öffnete er sich für die Rockmusik und gehörte zur Progressive-Rock-Band Tully, die die australische Produktion des Musicals Hair begleitete. In seinem Album Ahead of Hair reflektierte er diese Erfahrungen. Während der 1970er Jahre veröffentlichte Sangster eine Reihe von Alben, die durch The Lord of the Rings inspiriert waren, etwa The Hobbit Suite1973. Mit Alex Pertout, Graeme Lyall, Keith Hounslow und den Pro Musica Strings spielte er die Kompositionen von Tony Gould ein.
Daneben schrieb Sangster auch Filmmusik für Dokumentarfilme, etwa für frühe Filme zum Naturschutz, die das Australian Museum 1971 und 1972 produzierte (Australia and all that jazz). 1988 veröffentlichte er seine Autobiographie Seeing the Rafters.

## Werke

### Diskographie
- The Trip (1967)
- The Joker is Wild (1968, Festival Records)
- Ahead of Hair (1969, Festival Records)
- Marinetti (Original Soundtrack, 1969)
- Once Around the Sun (Original Soundtrack, 1970)
- Australia and all that Jazz. Vol. 1 (1971, Cherry Pie Records)
- The Hobbit Suite (1973, Swaggie Records)
- Paradise (1973, Trinity Records)
- Lord of the Rings (1975)
- Lord of the Rings Vol. 2 (1976)
- Australia and all that Jazz. Vol. 2 (1976, Cherry Pie Records)
- Lord of the Ring. Vol. 3 (1977)
- For Leon Bismark (1977, Swaggie Records)
- Double Vibes: Hobbit (1977, Swaggie Records)
- Landscapes of Middle Earth (1978)
- Uttered Nonsense - The Owl and the Pussycat (1980, Rainforest records)
- The Last Will & Testament of John Sangster (1997, Move)
- Gould Plays Gould (1998, Move)

### Schriften
- John Sangster: Seeing the Rafters: the life and times of an Australian jazz musician (1988), Penguin, ISBN 0-14-010928-5